# مگی
مگی (انگلیسی: Maggi) شرکت صنایع غذایی سوئیسی است، که در سال ۱۸۸۴ توسط جولیوس مگی تأسیس شد و هم‌اکنون زیرمجموعه‌ای از شرکت نستله می‌باشد.